# عثمان سومانو
عثمان سومانو (انگلیسی: Ousmane Soumano؛ زادهٔ ۳۱ دسامبر ۱۹۷۳) بازیکن فوتبال اهل مالی بود.
از باشگاه‌هایی که در آن بازی کرده است می‌توان به باشگاه ورزشی زمالک اشاره کرد.
وی همچنین در تیم ملی فوتبال مالی بازی کرده است.